# Прапроче (Рибниця)
Прапроче (словен. Praproče) — поселення в общині Рибниця, регіон Південно-Східна Словенія, Словенія.